# James T. Lewis

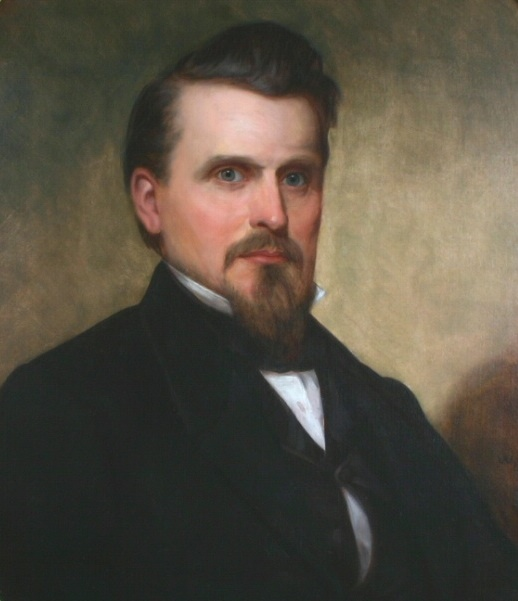
James T. Lewis

James Taylor Lewis (* 30. Oktober 1819 in Clarendon, Orleans County, New York; † 5. August 1904) war ein US-amerikanischer Politiker und von 1864 bis 1866 der neunte Gouverneur des Bundesstaates Wisconsin.

## Frühe Jahre
Nach der Schule war Lewis selbst für kurze Zeit als Lehrer tätig, ehe er Jura studierte. Im Jahr 1845 zog er nach Columbus im Wisconsin-Territorium, wo er als Rechtsanwalt zugelassen wurde. Zwischen 1846 und 1852 war er Bezirksstaatsanwalt und Richter an einem Nachlassgericht im Columbia County. In den Jahren 1847 und 1848 war er Delegierter auf den verfassungsgebenden Versammlungen des zukünftigen Staates Wisconsin. 1852 saß er in der Wisconsin State Assembly, 1853 im Staatssenat. Zwischen 1854 und 1856 war er Vizegouverneur. Danach zog er sich für einige Jahre aus der Politik zurück und arbeitete als Rechtsanwalt. Im Jahr 1861 kehrte er als Secretary of State von Wisconsin auf die politische Bühne zurück. Dieses Amt behielt er bis zu seiner Wahl zum Gouverneur. Inzwischen hatte der frühere Demokrat Lewis diese Partei verlassen und war Mitglied der Republikaner geworden. Als deren Kandidat wurde er auch zum Gouverneur gewählt.

## Gouverneur von Wisconsin
Lewis trat seine zweijährige Amtszeit am 4. Januar 1864 an. Im ersten Jahr seiner Regierung tobte in den USA noch immer der Bürgerkrieg. Der Gouverneur setzte sich für die Soldaten aus Wisconsin und deren Angehörige ein. Auf der anderen Seite musste er auch zu diesem Zeitpunkt noch immer für frische Soldaten für das Unionsheer sorgen. Er unternahm einige Truppenbesuche und ließ in Wisconsin Krankenhäuser zur Behandlung der Verwundeten einrichten. Auch für die Kinder gefallener Soldaten wurden Waisenhäuser errichtet. Im Jahr 1865 lehnte er eine erneute Kandidatur für das Amt des Gouverneurs ab. Daher schied er am 1. Januar 1866 aus dem Amt.
Nach dem Ende seiner Amtszeit zog er sich nach Columbus zurück. Dort spielte er in den folgenden Jahrzehnten eine wichtige Rolle bei der Einrichtung einer neuen Wasserversorgung und der Elektrifizierung des Ortes. Im Jahr 1876 war er Delegierter zur Republican National Convention, auf der Rutherford B. Hayes als Präsidentschaftskandidat nominiert wurde. James Lewis starb im August 1904. Er war mit Orlina Sturgis verheiratet, mit der er vier Kinder hatte.